# Okręg wyborczy Ballarat
Okręg wyborczy Ballarat (ang. Division of Ballarat) – jednomandatowy okręg wyborczy do Izby Reprezentantów Australii, czerpiący swoją nazwę od miasta Ballarat, które jest najważniejszą miejscowością na jego obszarze. Powstał w 1901 jako jeden z 75 pierwotnych okręgów, utworzonych przed pierwszymi wyborami do parlamentu zjednoczonej Australii. 

## Lista posłów
| okres urzędowania | poseł             | przynależność                                                                              |
| ----------------- | ----------------- | ------------------------------------------------------------------------------------------ |
| 1901-1913         | Alfred Deakin     | Partia Protekcjonistyczna (1901-1909) Związkowa Partia Liberalna (1909-1913)               |
| 1913-1919         | Charles McGrath   | Australijska Partia Pracy                                                                  |
| 1919-1920         | Edwin Kerby       | Nacjonalistyczna Partia Australii                                                          |
| 1920-1934         | Charles McGrath   | Australijska Partia Pracy (1920-1931) Partia Zjednoczonej Australii (1931-1934)            |
| 1934-1937         | Archibald Fisken  | Partia Zjednoczonej Australii                                                              |
| 1937-1949         | Reg Pollard       | Australijska Partia Pracy                                                                  |
| 1949-1951         | Alan Pittard      | Liberalna Partia Australii                                                                 |
| 1951-1955         | Bob Joshua        | Australijska Partia Pracy (1951-1955) Australijska Partia Pracy (Antykomunistyczna) (1955) |
| 1955-1975         | Dudley Erwin      | Liberalna Partia Australii                                                                 |
| 1975-1980         | Jim Short         | Liberalna Partia Australii                                                                 |
| 1980-1990         | John Mildren      | Australijska Partia Pracy                                                                  |
| 1990-2001         | Michael Ronaldson | Liberalna Partia Australii                                                                 |
| od 2001           | Catherine King    | Australijska Partia Pracy                                                                  |

źródło: 